# Fridrik III. Lijepi
Fridrik III. Lijepi (?, 1289. – Gutenstein, 13. siječnja 1330.), kralj Svetog Rimskog Carstva (1314. – 1325.) i austrijski vojvoda (od 1308.) iz dinastije Habsburg.
Sin je njemačkog kralja Alberta I. Nakon smrti cara Henrika VII. manjina knezova izbornka izabrala ga je u Frankfurtu 1314. godine za kralja, a kölnski ga je nadbiskup okrunio. Sukobio se s protukraljem Ludvigom IV. Bavarskim koji ga je pobijedio i zarobio kraj Mühldorfa 1322. godine. Iz zarobljeništva se oslobodio tek 1325. godine, priznavši Ludviga za kralja.

## Vanjske poveznice
- Fridrik III. Lijepi Hrvatska enciklopedija (hrv.)

| Prethodnik: Henrik VII. (1308. – 1313.) | Rimsko-njemački kralj (1314. - 1325.) | Nasljednik: Ludovik IV. (1314. – 1347.) |